# ريتشي ريتش
ريتشي ريتش (بالإنجليزية: Richie Rich)‏ هو مصمم أزياء أمريكي، ولد في 11 نوفمبر 1970 في كاليفورنيا في الولايات المتحدة.